# Лахмітко
«Лахмітко» — український ляльковий фільм 2016 року студії Укранімафільм, автор сценарію, режисер та художник-аніматор — Олег Педан. Мультфільм потрапив у короткий список першої церемонії вручення премії «Золота дзиґа» та отримав нагороду в номінації анімаційного кіно на кінофестивалі «Відкрита ніч».

## Сюжет
Лахмітко — це історія про пригоди маленької, зовні не надто привабливої, але дуже доброї ляльки, яка готова ризикувати всім, щоби допомогти своєму другові. Дві реальності: світ ляльок, що виготовляються на ляльковій фабриці, та реальний світ, у якому головний герой опиняється під час своїх пригод.

## Над фільмом працювали
- Автор сценарію, режисер і художник-аніматор: Олег Педан;
- Художник-постановник: Ігор Котков;
- Ляльки та декорації: Олег Педан;
- Кінооператор, асистент режисера: Ірина Сергеєва;
- Композитор: Тарас Болгак;
- Звукорежисер: Андрій Обод;
- Монтаж та композит: Віталій Арсенін;
- Редактор: Світлана Куценко;
- Директор знімальної групи: Ольга Крицька;
- Виконавчий продюсер: Євген Татарінов;
- Генеральний продюсер-директор: Едуард Ахрамович.

## Нагороди
- 2017: Київський кінофестиваль «Відкрита ніч» — диплом у номінації анімаційного кіно[2].